# Olympos no Pollon
Olympos no Pollon (jap. オリンポスのポロン Orinposu no Poron) – shōjo-manga autorstwa Hideo Azumy, publikowana w latach 1977–1979 w czasopiśmie „Gekkan Princess”. Na jej podstawie powstał 46-odcinkowy telewizyjny serial anime pod tytułem Ochamegami monogatari: Korokoro Pollon (jap. おちゃめ神物語コロコロポロン Ochamegami monogatari: Korokoro Poron), który emitowany był na antenie Fuji TV od 8 maja 1982 do 26 marca 1983.
Poza Japonią anime emitowane było m.in. we Włoszech, gdzie zdobyło znaczą popularność, stając się jednym z podstawowych źródeł znajomości mitów dla wielu Włochów.

## Fabuła
Produkcja inspirowana jest mitologią grecką. Główną bohaterką jest 6-letnia Pollon, córka Apollina, której dziadek Zeus obiecał boskość w nagrodę za spełnianie dobrych uczynków. W przygodach Pollon towarzyszy jej najlepszy przyjaciel Eros. Bohaterowie mieszkają na Olimpie – magicznej krainie, która jednocześnie przypomina współczesne ziemskie miasto ze sklepami i telewizją. W serialu anime pojawiają się też liczne odniesienia do kultury japońskiej.